# Montacute (Somerset)
Montacute è una cittadina di 831 abitanti della contea del Somerset, in Inghilterra.